# Hindmarsh Stadium
Hindmarsh Stadium är en idrottsarena i Adelaide, Australien. Arenan byggdes 1960 används främst för matcher i fotboll, men även rugby. Arenan ligger i stadsdelen Hindmarsh, därav namnet på arenan.
Hindmarsh Stadium stod värd för ett flertal av fotbollsmatcherna under de olympiska spelen 2000 i Sydney. Arenan var även huvudarena under de asiatiska mästerskapen i fotboll för damer 2006.